# サヤヌカグサ属
サヤヌカグサ属（Leersia）はイネ科の植物であり、とてもイネ属に似た小穂を持つ。アシカキ、サヤヌカグサが本属の仲間である。熱帯および温帯地域に自生し、約17種が存在する。サヤヌカグサ属は、ドイツの植物学者ヨハン・ダニエル・レールズ（Johann Daniel Leers）にちなんで命名された。

## 特徴
細身の多年生草本。種によっては茎の基部に横に這う根茎を生ずる。葉身は扁平で短い線形をしている。つまり細長いが、さほど長く伸びない。
花序は円錐状か、あるいは数本の枝に分かれ、その枝に小穂がつく形を取る。小穂は両生の小花を1つだけ含む。左右から扁平で、基部には関節があって熟するとそこから脱落する。包頴は退化していて全く存在しない。護頴は内側に折れ、5本の脈がある。内頴は3本の脈がある。雄しべは3～6本ある。
要するにこの属の小花では花を包む護頴と内頴だけしかなく、その部分についてはイネ属とほぼ同じである。イネで言うところの籾が護頴と内頴に相当する。イネ属との違いは本属ではこの2つの頴しかないが、イネ属では更にその基部に小さな鱗片が1対あることで区別される。イネ属における基部の1対の鱗片は包頴であるとされることも、不稔小花の護頴とされることもあるが、いずれにしても本来は小穂が3つの小花からなっていたもので、その第1小花と第2小花が退化したものとされる。本属ではその痕跡すら消失したと見ることが出来る。

## 分布と種
世界の熱帯から温帯に掛けて18種がある。

## 分類
イネ亜科 Subfam. Ehrhatoideae に含まれる。イネ亜科には世界に15属あるが、そのうちでイネに近いものはイネ連 Oryzeae として纏められ、12属70種ほどが知られる。これはイネ亜科では最大で、さらに本属の18種は連内ではイネ属の23種に次いで多い。分子系統などの研究からこの連は2つのクレードに分かれ、それらを亜連とすると、本属はイネ属と共にイネ亜連 Oryzinae に含まれること、本属はイネ属と姉妹群をなすことが認められている。

## 主な種
- Leersia hexandra Sw. – タイワンアシカキ
- Leersia japonica Makino –  アシカキ
- Leersia lenticularis Michx. –  catchfly grass
- Leersia monandra Sw. –  bunch cutgrass
- Leersia oryzoides (L.) Sw. –  エゾノサヤヌカグサ
- Leersia sayanuka Ohwi  –   サヤヌカグサ
- Leersia virginica Willd. –  whitegrass